# Wieża Marsalforn

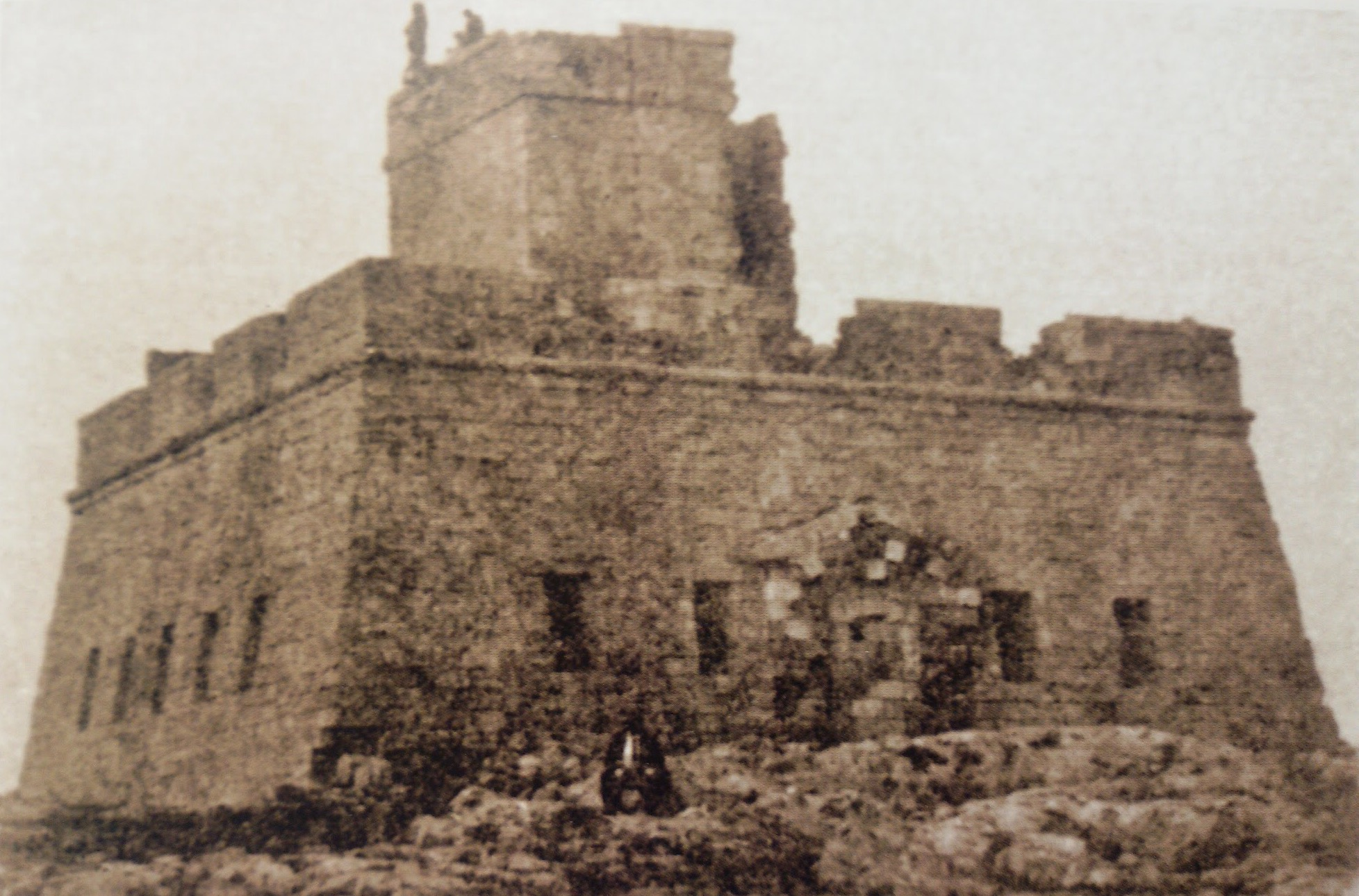
Druga wieża Marsalforn, c. 1910

Wieża Marsalforn (Marsalforn Tower or Ix-Xaghra Tower) – jedna z umocnionych kamiennych wież obserwacyjnych zbudowana za czasów wielkiego mistrza kawalerów maltańskich Alofa de Wignacourta w okresie pomiędzy latami 1601-1622 na wyspie Gozo. Każda z wież znajduje się w polu widzenia sąsiedniej, a służyły one jako wieże komunikacyjne pomiędzy Gozo i Wielkim Portem, oprócz funkcji obserwacyjno-ostrzegawczych przed piratami.
Wieża Marsalfort była usytuowana na północnym brzegu wyspy Gozo. Wieża została zbudowana w roku 1616. Należała do systemu fortyfikacji zapewniających obronę i komunikację pomiędzy wyspami Malta i Gozo. Wieża zbudowana jest na planie kwadratu z czterema wieżami wystającymi lekko poza obrys podstawy. Strzegła wejścia do zatoki ir-Ramla Bay oraz Marsalforn. Była zbudowana na klifowym wybrzeżu Marsalforn i w 1716 roku uległa zniszczeniu.
W 1720 druga wieża Marsalforn została zaprojektowana przez inżyniera wojskowego Charlesa Francois de Montdiona. Wzniesiono ją w centrum płaskowyżu tal-Qortin plateau. Wieża uległa zniszczeniu w 1915 roku.